# زلاتكو هورفات
زلاتكو هورفات (بالكرواتية: Zlatko Horvat) مواليد 25 سبتمبر 1984 في زغرب، هو لاعب كرة يد كرواتي يلعب كجناح أيمن. مثل منتخب كرواتيا لكرة اليد. شارك في دورة الألعاب الأولمبية الصيفية سنة 2008. حقق المركز الثاني في بطولة العالم لكرة اليد للرجال 2009.

## سجل المنافسة
شارك في البطولات التالية:
- بطولة العالم لكرة اليد للرجال 2015
- بطولة أوروبا لكرة اليد للرجال 2012
- بطولة أوروبا لكرة اليد للرجال 2014
- بطولة أوروبا لكرة اليد للرجال 2016
- الألعاب الأولمبية الصيفية 2012
- الألعاب الأولمبية الصيفية 2016

## الإنجازات
- الدوري الكرواتي لكرة اليد: 2002-03، 2003-04، 2004-05، 2005-06، 2006-07، 2007-08، 2008-09، 2009-10، 2010-11، 2011-12، 2012-13، 2013-14، 2014-15
- دوري الجنوب الشرقي لكرة اليد: 2012-13
- كأس أبطال الكؤوس الأوروبية لكرة اليد الوصافة: 2005

## روابط خارجية
- زلاتكو هورفات على موقع الاتحاد الأوروبي لكرة اليد (الإنجليزية)
- زلاتكو هورفات على موقع أوليمبيديا (الإنجليزية)